# Isidore de Beja
Isidore de Beja (en latin : Isidorus [Episcopus] Pacensis ; en espagnol : Isidoro de Beja) fut évêque de Beja (Civitas Pacensis) et chroniqueur au début du VIIIe siècle.
Lusitain, il est l'auteur d'une obscure chronique, précieuse car sans elle, nous n'aurions pas de version chrétienne contemporaine de la conquête musulmane de la péninsule Ibérique.
Il a été confondu avec l'« Anonyme de Cordoue », auteur d'une chronique rimée des derniers rois de Tolède et de la conquête de l'Espagne par les Arabes.

## Œuvres en ligne
- (la) Isidorus Pacensis, sur documentacatholicaomnia.eu